# Shigella
Shigella er en Gram-negativ stavformet bakterie af Enterobactericeae-familien, som kan forårsage infektioner hos mennesker.
Der findes 40 forskellige serotyper af Shigellabakterier, der er inddelt i 4 forskellige grupper (Shigelloser) efter serologiske egenskaber og fermentationsreaktioner.

Shigelloser: 
- Gruppe A: Shigella dysenteriae, type 1 og type 2
- Gruppe B: Shigella flexneri
- Gruppe C: Shigella boydii
- Gruppe D: Shigella sonnei

Bakterien formerer sig ved temperaturer mellem 10-45 °C. Den er hårdfør overfor kulde og frysning, relativt hårdfør overfor syre, men følsom for indtørring og lys. Den dræbes let af desinfektionsmidler og ved kogning. 

Dysenteri og shigellose er synonymer for Shigellainfektion.

Shigellose er en vand- og fødevarebåren infektion og stammer fra human fækal forurening. Bakterien findes udbredt i hele verden, men er især et problem i udviklingslandene og andre områder med lav hygiejnestandard.
Inkubationstiden for en Shigellainfektion er ca. 12 timer og symptomerne afhænger af serotypen. Den infektiøse dosis af Shigella er meget lav, mindre end 200 bakterier er nok til at forårsage sygdom i raske individer. Den lave infektiøse dosis forklarer, hvorfor sekundær smitte (smitte fra person til person) er meget høj og dermed et problem i overbefolkede områder.
I Storbritannien diagnosticeres mellem 20.000 og 50.000 tilfælde af shigellose årligt. Det faktiske antal smittede menes at være langt højere. På verdensplan skønnes det, at Shigella inficerer mere end 200 millioner mennesker om året.

Shigella sonnei er årsag til milde symptomer og viser sig i form af 2-10 løse afføringer i løbet af første døgn, hvorefter afføringsfrekvensen aftager over en uges tid. Der er sjældent blod i afføringen, mavesmerter, temperaturforhøjelse eller ekstraintestinale symptomer (påvirket almentilstand eller bakteriæmi).
De øvrige shigelloser giver derimod anledning til et mere akut og alvorligt sygdomsbillede med blod- og pustilblandet afføring, feber, opkastning og påvirket almentilstand (dysenteri), samt kraftig tenesmi (smertefuld afføring) senere i forløbet.
Der kan tilstøde komplikationer som dehydrering, nyresvigt, tarmperforering og sekundær sepsis. Shigella dysenteriae kan medføre HUS.
Dødelighed forefindes ikke ved Shigella sonnei serotypen, undtagen i aldersekstremerne (spædbørn og ældre svækkede individer).
Ved ubehandlet infektion er dødeligheden for Shigella flexneri og Shigella boydii serotyperne ca. 5 %, og ved Shigella dysenteriae serotypen ca. 20 %. Tilstøder der sekundær sepsis er dødeligheden optil 46 %.